# Eleições municipais de Corumbá em 2008
A eleição municipal da cidade brasileira de Corumbá ocorreu em 5 de outubro de 2008 para eleger um prefeito, um vice-prefeito e 15 vereadores para a administração da cidade. O prefeito titular era Ruiter Cunha, do Partido dos Trabalhadores (PT), que concorreu à reeleição.
As convenções partidárias para a escolha dos candidatos ocorreram entre 10 a 30 de junho. A propaganda eleitoral gratuita em Dourados começou a ser exibida em 19 de agosto e terminou em 2 de outubro.
Os candidatos que disputaram a cadeira de prefeito foram: Elano Almeida (PPS), Mohamad Abadallah (PSDB) e Ruiter Cunha (PT). Ruiter foi reeleito com uma vantagem de 67,7% sobre o segundo colocado.

## Candidatos
|  | Nº | Candidato(a) a prefeito | Candidato(a) a prefeito                               | Candidato(a) a vice-prefeito | Candidato(a) a vice-prefeito                             | Coligação |
|  | -- | ----------------------- | ----------------------------------------------------- | ---------------------------- | -------------------------------------------------------- | --- |
|  | 13 |                         | Ruiter Cunha (PT) Ruiter Cunha de Oliveira            |                              | Ricardo Eboli (PMDB) Ricardo Eboli Gonçalves da Fonseca  | Corumbá Sempre pra Frente - Partido dos Trabalhadores (PT) - Partido do Movimento Democrático Brasileiro (PMDB) - Partido Comunista do Brasil (PCdoB) - Partido Democrático Trabalhista (PDT) - Partido Trabalhista Brasileiro (PTB) - Partido da República (PR) - Partido da Mobilização Nacional (PMN) - Partido Social Liberal (PSL) - Partido Socialista Brasileiro (PSB) - Partido Progressista (PP) - Partido Republicano Brasileiro (PRB) - Partido Trabalhista do Brasil (PTdoB) - Partido Humanista da Solidariedade (PHS) - Partido Trabalhista Nacional (PTN) - Partido Social Cristão (PSC) |
|  | 23 |                         | Elano Almeida (PPS) Elano Holanda de Almeida          |                              | Sérgio Almeida (PPS) Francisco Sérgio Fonseca de Almeida | Economia Forte e Povo Rico - Partido Popular Socialista (PPS) - Partido Republicano Progressista (PRP) |
|  | 45 |                         | Mohamad Abdallah (PSDB) Mohamad Abder Rahman Abdallah |                              | Sabina Acosta (PSDB) Sabina Acosta da Costa              | Participar para Mudar - Partido da Social Democracia Brasileira (PSDB) - Partido Trabalhista Cristão (PTC) - Partido Social Democrata Cristão (PSDC) - Partido Verde (PV) - Democratas (DEM) |
|  | 50 |                         | Anísio Guató (PSOL) Anísio Guilherme da Fonseca       |                              | Nilo do Valle (PSOL) Nilo Rubens de Souza Valle          | Sem coligação - Partido Socialismo e Liberdade (PSOL) |

## Resultados

### Prefeito
| Ruiter Cunha (PT)       | Ricardo Eboli (PMDB)    | 39.880 | 81,31%  |
| Elano Almeida (PPS)     | Sérgio Almeida (PPS)    | 6.674  | 13,61%  |
| Mohamad Abdallah (PSDB) | Sabina Acosta (PSDB)    | 2.494  | 5,08%   |
| Total de votos válidos  | Total de votos válidos  | 49.048 | 100,00% |
| Votos apurados          |                         |        |         |
| Votos válidos           | Votos válidos           | 49.048 | 93,63%  |
| Votos em branco         | Votos em branco         | 952    | 1,82%   |
| Votos nulos             | Votos nulos             | 2.385  | 4,55%   |
| Total de votos apurados | Total de votos apurados | 52.385 | 100,00% |
| Eleitores               |                         |        |         |
| Comparecimento          | Comparecimento          | 52.385 | 81,59%  |
| Abstenções              | Abstenções              | 11.823 | 18,41%  |
| Total de eleitores      | Total de eleitores      | 64.208 | 100,00% |
| Total de seções: 208    |                         |        |         |

#### Gráficos
| \| Turno único - Esquema Gráfico \| Turno único - Esquema Gráfico \| Turno único - Esquema Gráfico \| Turno único - Esquema Gráfico \| Turno único - Esquema Gráfico \| \| ----------------------------- \| ----------------------------- \| ----------------------------- \| ----------------------------- \| ----------------------------- \| \| \| \| \| \| \| \| Ruiter Cunha \| Ruiter Cunha \| \| 81,31% \| 81,31% \| \| Elano \| Elano \| \| 13,61% \| 13,61% \| \| Mohamad \| Mohamad \| \| 5,08% \| 5,08% \| \| Brancos e Nulos \| Brancos e Nulos \| \| 6,37% \| 6,37% \| \| Abstenções \| Abstenções \| \| 18,41% \| 18,41% \| |                 |  |        |        |
| Turno único - Esquema Gráfico |                 |  |        |        |
| |                 |  |        |        |
| Ruiter Cunha | Ruiter Cunha    |  | 81,31% | 81,31% |
| Elano | Elano           |  | 13,61% | 13,61% |
| Mohamad | Mohamad         |  | 5,08%  | 5,08%  |
| Brancos e Nulos | Brancos e Nulos |  | 6,37%  | 6,37%  |
| Abstenções | Abstenções      |  | 18,41% | 18,41% |

### Vereadores
Os eleitos foram remanejados pelo coeficiente eleitoral destinado a cada coligação. Abaixo a lista com o número de vagas e os candidatos eleitos. O ícone  indica os que foram reeleitos.
| Candidato(a)    | Partido | Votos     | %    |       |      |
| --------------- | ------- | --------- | ---- | ----- | ---- |
| Candidato(a)    | Partido | Dr. Oséas | PMDB | 2.186 | 4,38 |
| Marcelo Iunes   | PMDB    | 1.910     | 3,83 |       |      |
| Marquinhos      | PT      | 1.866     | 3,74 |       |      |
| Professor Bosco | PT      | 1.850     | 3,71 |       |      |
| Salatiel        | PDT     | 1.754     | 3,52 |       |      |
| Rufo Vinagre    | PR      | 1.560     | 3,13 |       |      |
| Dirceu          | PMDB    | 1.486     | 2,98 |       |      |
| Machado         | PT      | 1.435     | 2,88 |       |      |
| Antônio Galã    | PT      | 1.394     | 2,80 |       |      |
| Evander         | PP      | 1.389     | 2,79 |       |      |
| Rogério Candia  | PTB     | 1.342     | 2,69 |       |      |